# GOG.com

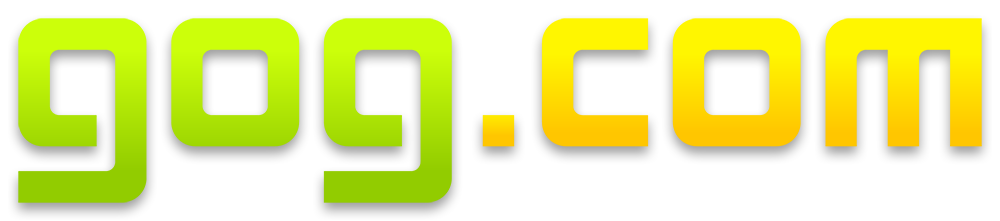
Logo de 2008 a 2014

GOG.com (anteriormente Good Old Games) é uma plataforma de distribuição digital de jogos eletrônicos e filmes. É operada pela GOG Ltd, uma subsidiária integral da CD Projekt com sede em Varsóvia, Polônia. O GOG.com oferece jogos eletrônicos sem DRM por meio de sua plataforma digital para Microsoft Windows, macOS e Linux. Em março de 2012, começou a vender títulos mais recentes, como Alan Wake, Assassin's Creed e a série Metro, entre muitos outros.

## História

### Lançamento do Good Old Games
A Polônia, onde a CD Projekt e a Good Old Games foram fundados, estava anteriormente sob domínio comunista, mas em 1990, o antigo governo havia caído em favor de um governo mais democrático que estimulasse o crescimento econômico. Enquanto no comunismo, as leis de direitos autorais na Polônia eram praticamente inexistentes e inexequíveis, e a violação de direitos autorais, na forma de pirataria, eliminando qualquer gerenciamento de direitos digitais (DRM), era galopante em toda a mídia eletrônica. A percepção do consumidor sobre direitos autorais na Polônia permaneceu a mesma após a mudança de governo, dificultando a venda legítima de mídia eletrônica; versões piratas e bootlegged eram vendidas em mercados abertos, ao lado de cópias em caixa das produções legítimas por uma fração do custo.
A CD Projekt foi fundada por Marcin Iwiński e Michał Kiciński em 1994 com o objetivo de tentar trazer vendas legítimas de títulos de jogos estrangeiros para a Polônia, sabendo que eles não teriam uma maneira fácil de competir contra cópias piratas. Eles obteriam direitos de importação de publicadoras estrangeiras e, sempre que possível, forneceriam a localização no jogo de linhas de texto e voz, normalmente por meio de engenharia reversa para descompilar o código do jogo. Em seguida, empacotavam o jogo com manuais de instruções localizados e outros itens físicos, esperando que os recursos adicionais afastassem os compradores das cópias piratas. Seu primeiro grande sucesso foi com Baldur's Gate (1998), que teve 18.000 unidades vendidas em seu primeiro dia de lançamento na Polônia. Devido a esse sucesso, a Interplay, publicadora do Baldur's Gate, perguntou à CD Projekt se eles poderiam fazer um tratamento semelhante para Baldur's Gate: Dark Alliance, um título de console lançado em 2001. Como o trabalho anterior tinha sido estritamente em computadores pessoais, a empresa aceitou tentar portá-lo, mas o projeto fracassou antes de ser concluído. No entanto, como resultado, a CD Projekt percebeu que eles tinham a capacidade de criar seus próprios jogos e se mudou para o desenvolvimento de jogos. Isso acabou se mostrando proveitoso, pois acabou com a empresa comprando os direitos sobre a série The Witcher para criação de jogos eletrônicos. O interesse da empresa na distribuição de jogos diminuiu desde então.
A distribuição digital cresceu nos anos 2000, juntamente com o uso de DRM para controlar o acesso aos jogos, o que gerou algum ressentimento com os jogadores. A CD Projekt viu potencial para olhar para trás em seus dias de distribuição para oferecer versões sem DRM de jogos clássicos por meio de distribuição digital, usando sua experiência anterior em engenharia reversa para fazer os jogos funcionarem em plataformas modernas e fornecer uma ampla variedade de opções de localização. Dessa maneira, eles teriam um motivo para atrair jogadores para comprar seu produto, em vez de simplesmente baixá-lo gratuitamente em sites e serviços de jogos piratas. Eles fundaram uma nova subsidiária, a Good Old Games, para servir a esse propósito no início de 2008. O primeiro desafio deles foi encontrar uma publicadora que estivesse disposta a trabalhar com eles; eles conversaram com vários que geralmente desconheciam a CD Projekt; a primeira grande oportunidade foi da Interplay, que conhecia o trabalho anterior da empresa, e permitiu que eles oferecessem seus jogos no serviço. Depois de algum tempo, a Good Old Games foi abordada pela Ubisoft, que também estava interessada em vender seus títulos mais antigos através do serviço. Após a assinatura da Ubisoft, ficou mais fácil para a Good Old Games convencer outras publicadoras a permitir que eles oferecessem títulos mais antigos no serviço.

### Realização de marketing e relançamento
Durante um período de 19 a 22 de setembro de 2010, o site GOG.com foi desativado, deixando mensagens no site e em suas contas do Twitter informando que o site havia sido fechado. Um porta-voz da Good Old Games reiterou que o site não estava sendo encerrado, e notícias confirmadas seriam publicadas sobre mudanças no serviço. Um esclarecimento publicado no site em 20 de setembro de 2010 disse que eles tiveram que fechar o site temporariamente "por razões comerciais e técnicas", com jornalistas do setor acreditando que o desligamento pode estar relacionado à natureza da estratégia sem DRM, com base em mensagens do Twitter da empresa. Em 22 de setembro de 2010, o GOG.com revelou que esse desligamento era uma farsa de marketing como parte do site que saiu da versão beta. A gerência do site, ciente das reações ao fechamento falso, declarou: "Antes de mais, gostaríamos de pedir desculpas a todos que se sentiram enganados ou prejudicados de alguma forma pela paralisação do GOG.com. Como uma empresa pequena, não temos um orçamento de marketing enorme e é por isso que não podemos perder a chance de gerar um barulho em torno de um evento tão grande quanto o lançamento de uma nova versão do nosso site e ainda mais importante, trazendo de volta o Baldur's Gate à vida!"
O site retornou em 23 de setembro de 2010, com uma loja aprimorada e benefícios adicionais, conforme descrito durante uma apresentação de webcast. Durante a apresentação, o co-fundador do GOG.com, Marcin Iwinski, e o diretor-gerente Guillaume Rambourg se vestiram de monges para expiar seus pecados. O relançamento do site foi considerado bem-sucedido por Rambourg, pois trouxe novos clientes que desconheciam anteriormente o GOG.com. Como prometido após o relançamento, o GOG.com pôde oferecer vários jogos da Black Isle Studios, como Baldur's Gate, Planescape: Torment e Icewind Dale, que não foram lançados anteriormente através de nenhum serviço de download devido a problemas legais sobre a propriedade de jogos relacionados à Dungeons & Dragons - entre a Atari, Hasbro e outras empresas.
Em 27 de março de 2012, a Good Old Games anunciou que estaria começando a apresentar jogos "AAA" e títulos independentes, além de jogos mais antigos. O site foi renomeado para GOG.com.

### Suporte para OS X e Linux
Em outubro de 2012, foi anunciado que o GOG.com iria trazer jogos sem DRM para o OS X. Isso incluiu a anteriormente exclusiva do Steam (versão para OS X) de The Witcher e The Witcher 2, ambos criados pela CD Projekt Red. O GOG.com obteve feedback dos usuários em uma lista de desejos da comunidade, e uma das solicitações de recursos mais exigidas foi o suporte a jogos nativos do Linux, que reuniu cerca de 15.000 votos antes de ser marcada como "em andamento". Originalmente, os representantes do GOG.com disseram que existem problemas técnicos e operacionais que tornam mais difícil do que parece, no entanto, é algo que eles gostariam de fazer e que estavam analisando. Em 18 de março de 2014, o GOG.com anunciou oficialmente que adicionaria suporte ao Linux, visando inicialmente o Ubuntu e o Linux Mint no outono de 2014. Em 25 de julho de 2014, o suporte ao Linux foi lançado como prévia e 50 jogos foram lançados compatíveis com o sistema operacional. Vários dos títulos de lançamento incluíam jogos recém compatíveis com o Linux, enquanto a maioria dos jogos já suportava downloads feitos para o sistema operacional em outras plataformas de distribuição.

### Expansão para vídeo sem DRM
Em 27 de agosto de 2014, o GOG.com anunciou o lançamento da nova adição ao seu serviço - distribuição de filmes sem DRM. O GOG.com oferece download sem DRM no formato mp4 e streaming de vídeo na forma de HTML padrão e sem DRM, o que não vincula os usuários a plataformas ou dispositivos específicos. Os filmes são disponibilizados em Full HD 1080p, 720p e 576p para largura de banda limitada ou cotas de download; no entanto, alguns títulos não têm o formato Full HD 1080p disponível. O GOG.com começou com a adição de 21 documentários sobre cultura e jogos na Internet. Eles também têm planos para adicionar filmes e séries de ficção; de acordo com o diretor-gerente do GOG.com, Guillaume Rambourg, eles estavam conversando com muitos estúdios importantes. Embora os representantes dos estúdios tenham gostado da ideia, eles também relutaram em deixar de lado sua abordagem atual de DRM até que algum outro grande estúdio desse o primeiro passo. Ainda o GOG.com planeja trabalhar para superar a relutância inicial e avançar o vídeo sem DRM.

### Políticas
Em 9 de dezembro de 2013, o GOG.com introduziu uma garantia de devolução do dinheiro nos primeiros 30 dias, se um cliente enfrentar problemas técnicos não resolvíveis com um jogo comprado. A partir de 2 de abril de 2015, o GOG.com começou a oferecer downloads sem DRM para titulares de chaves de jogos de cópias em caixas de jogos selecionados cujos sistemas de validação DRM não operam mais; exemplos são a série S.T.A.L.K.E.R. e a série Master of Orion. Mais de US $ 1.700.000 em compras de jogos no varejo foram resgatadas por esse sistema em novembro de 2017.

### Iniciativa FCK DRM
Em agosto de 2018, o GOG criou um programa anti-DRM chamado "FCK DRM". A página inicial da iniciativa oferece links para os sites da Defective by Design, EFF, Bandcamp, itch.io, Wikisource, Project Gutenberg e outros projetos que promovem a cultura livre.

### Demissões e fim do Fair Price Package
Em fevereiro de 2019, o GOG anunciou demissões e o fim de seu programa Fair Price Package. Quando um jogo era comprado em uma região com preços mais altos do que na maioria dos outros, esse programa oferecia ao comprador crédito na loja igual à diferença de preço.
Algumas fontes internas do GOG disseram ao Kotaku que o GOG estava "perigosamente perto de ficar no vermelho" e que a mudança do mercado em direção a maiores participações na receita dos desenvolvedores afetaria a lucratividade da empresa.

## Abordagem
O GOG.com trabalha para oferecer jogos mais antigos e novos lançamentos para os usuários, com o produto sem qualquer tipo de gerenciamento de direitos digitais para dar aos consumidores a capacidade de instalar o jogo em qualquer lugar e quantas vezes quiserem.
Antes de qualquer trabalho de desenvolvimento para trazer um jogo mais antigo para uso em computadores modernos, os especialistas em direito do GOG.com precisam rastrear todos os direitos de propriedade dos jogos e garantir que todas as partes necessárias concordem com sua redistribuição. Isso pode ser difícil para muitos jogos do final dos anos 90 e início dos anos 2000, onde poucas publicadoras e desenvolvedores mantêm registros digitais de sua documentação legal e houve um grande número de aquisições e dissoluções que dificultam o rastreamento de direitos e levam anos para serem concluídas. Um caso difícil foi adquirir os direitos dos jogos da série "Gold Box" da Strategic Simulations, devido ao número de aquisições pelas quais a Strategic Simulations passou desde os anos 90. O GOG.com oferece aos usuários um meio de solicitar jogos de catálogo retro que eles gostariam de ver, e a empresa usa essa lista para identificar jogos que podem exigir uma pesquisa de licenciamento mais extensa. Parte desse trabalho foi realizada em coordenação com o Nightdive Studios, que conseguiram encontrar e adquirir os direitos do System Shock 2, um dos jogos mais solicitados no GOG.com há anos, e desde então encontraram e relicenciaram outros jogos antigos perdidos por problemas de licenciamento.
Para garantir a compatibilidade com as versões mais recentes dos sistemas operacionais e do hardware atual de PC, os jogos são pré-corrigidos e restaurados pelo GOG.com. Sempre que possível, o GOG.com tenta adquirir o código fonte original do jogo, o que pode ser tão difícil quanto determinar os direitos legais dos jogos. A partir disso, eles podem trabalhar para tornar o jogo compatível com o hardware moderno e futuro, aplicar diretamente correções de compatibilidade e às vezes incorporar patches feitos pela comunidade bem estabelecidos na comunidade de fãs de um jogo. Eles também buscarão ajuda externa com alguns dos problemas de código, abordando desenvolvedores que podem ter trabalhado anteriormente no título para obter assistência. Eles também podem precisar fazer engenharia reversa do código do jogo, se ele não estiver disponível. Nos casos em que é impossível recodificar o jogo, eles empacotam o jogo com emulação de código aberto ou software de compatibilidade, como ScummVM e DOSBox.
Para títulos mais recentes, principalmente para jogos independentes, o GOG.com ofereceu a capacidade de publicar seus jogos no site a partir de 2013. O GOG.com oferece aos desenvolvedores independentes uma divisão típica da receita de 70/30 (com GOG.com recebendo 30% da venda), além de uma opção de pagamento antecipado ao desenvolvedor, com o GOG.com ficando com 40% da receita de vendas até que o pagamento inicial seja coberto, revertendo o custo para 30%. Esses jogos ainda são distribuídos sem DRM.
No dia 26 de fevereiro, o GOG.com anunciou que qualquer pessoa pode pedir um reembolso até 30 dias após a compra, independentemente se tenha jogado ou não o jogo que comprou.

### Contratos de publicação
Em 26 de março de 2009, o GOG.com anunciou que havia assinado um acordo com a Ubisoft para publicar jogos do seu catálogo antigo; esse foi o primeiro acordo com uma grande publicadora a oferecer downloads sem DRM. O acordo para publicação no GOG.com também incluiu jogos que não estavam disponíveis em nenhum outro canal de distribuição online. Em 5 de setembro de 2014, o GOG.com começou a vender jogos de Amiga do catálogo da Cinemaware, começando com o Defender of the Crown. Isso foi tecnicamente possível graças ao emulador próprio escrito da Cinemaware chamado "Rocklobster". Em 28 de outubro de 2014, o GOG.com conseguiu garantir outra grande publicadora como parceira sem DRM, a Disney Interactive/LucasArts. Com essa nova parceria, o GOG.com começou a relançar vários títulos de jogos frequentemente solicitados da LucasArts, começando com seis títulos (Star Wars: X-Wing, Star Wars: TIE Fighter, Sam & Max Hit the Road, The Secret of Monkey Island: Special Edition, Indiana Jones and the Fate of Atlantis e Star Wars: Knights of the Old Republic). Em 5 de maio de 2015, o GOG.com lançou Pacific General e Fantasy General e nomeou-se GOG Ltd como a publicadora. A empresa revelou que adquiriu os direitos autorais desses títulos e que pretende adquirir mais no futuro.  Em 26 de agosto de 2015, a Bethesda Softworks ingressou no GOG.com com títulos clássicos como Doom, Quake e Fallout da id Software (que haviam sido vendidos no GOG pela Interplay antes que os direitos mudassem de mãos), e também com alguns títulos clássicos de Elder Scrolls. O GOG.com possui mais de 2.000 jogos sem DRM em seu catálogo e novos são adicionados várias vezes por semana.

## Recursos
Os produtos digitais oferecidos (jogos eletrônicos e filmes) podem ser comprados e baixados online e são distribuídos sem gerenciamento de direitos digitais. Os preços dos produtos geralmente variam de US $5 a US $10 para jogos mais antigos, além de ofertas especiais de vendas realizadas várias vezes por semana. Alguns títulos mais recentes têm um preço mais alto. Os produtos digitais do GOG.com também podem ser entregues a outras pessoas por meio de certificados de presente resgatáveis.
O usuário não precisa instalar um software cliente especial para baixar ou executar os jogos, embora um gerenciador de downloads que será eliminado gradualmente e o cliente GOG Galaxy, atualmente em beta, estejam disponíveis. Após o download, o cliente fica livre para usar o software para qualquer uso pessoal, como instalar em vários dispositivos, arquivar em qualquer mídia de armazenamento pessoal por tempo ilimitado, modificações e correções; com a restrição de que revender e compartilhar não é permitido. Os instaladores de software são tecnicamente independentes da conta do GOG.com do cliente, embora ainda estejam sujeitos ao EULA do GOG.com, onde é usada uma formulação "licenciada, não vendida". O modelo "licenciado, não vendido" frequentemente levanta questões de propriedade de bens digitais. Na União Europeia, o Tribunal de Justiça Europeu considerou que um detentor de direitos autorais não pode se opor à revenda de um software vendido digitalmente, de acordo com a regra de exaustão de direitos autorais na primeira venda à medida que a propriedade é transferida e questiona, portanto, o "licenciado, não vendido" do EULA.
Junto com os jogos, os clientes também podem baixar vários materiais extras relacionados ao jogo que compraram. Frequentemente esses extras incluem a trilha sonora do jogo (em parte como FLAC), papéis de parede, avatares e manuais. O GOG.com também oferece suporte ao cliente completo para todas as compras e uma garantia de devolução do dinheiro nos primeiros 30 dias.
Promoções são organizadas regularmente. O estilo dessas promoções varia de um desconto para produtos comprados em pacotes a competições temáticas como enigmas, "adivinhe um jogo de uma imagem" em concursos ou "melhores momentos em um nível específico". Além disso, o GOG.com oferece códigos de promoção para um jogo com concursos de revisão.

### GOG Galaxy
Na atualização da empresa CD Projekt Red, em junho de 2014, o GOG.com anunciou que levaria um cliente semelhante ao Steam, o GOG Galaxy, para as plataformas Windows, Mac e Linux. O cliente foi projetado como uma loja, entrega de software e cliente de rede social, permitindo que os jogadores comprem e joguem jogos no GOG.com e os compartilhem com os amigos. O Galaxy também inclui uma API multijogador original, permitindo que os desenvolvedores incluam o mesmo tipo de funcionalidade multijogador nas versões de jogos do GOG.com e no Steam. O cliente é opcional e mantém o objetivo sem DRM do site GOG.com. Em 15 de outubro de 2014, foi iniciada a versão beta multijogador aberta do cliente GOG Galaxy, acompanhada pela distribuição de Alien vs Predator. Em julho de 2015, o cliente beta do GOG Galaxy foi analisado favoravelmente pela revista PC Gamer, notando especialmente o foco no respeito ao usuário em comparação ao Steam. Em 22 de março de 2017, foi adicionado ao cliente, salvamento em nuvem para 29 jogos de seu catálogo. Atualmente, o GOG Galaxy está disponível para Microsoft Windows e macOS, com uma versão Linux ainda marcada como planejada mas sem prioridade.
Em maio de 2019, o GOG anunciou planos para o Galaxy 2.0, que pretende ser um inicializador de jogos unificado não apenas para títulos do GOG, mas de outros serviços como Steam, Origin, Uplay, Epic Games Store e incluindo sistemas de console através das redes Xbox e PlayStation. É uma plataforma de código aberto, para que os usuários também possam criar plug-ins adicionais para ela. Na E3 2019, o GOG afirmou que a Microsoft era um parceiro oficial, o que permitirá que o Galaxy 2.0 tenha forte incorporação nos títulos Xbox e Xbox Game Pass. O novo cliente entrou em um período beta fechado em junho de 2019 e o beta aberto em dezembro de 2019.

### GOG Connect
Revelado em junho de 2016, o GOG Connect permite que usuários com contas do GOG.com e do Steam reivindiquem certos jogos que já possuem no Steam como parte de sua biblioteca do GOG.com, permitindo que eles baixem a versão sem DRM e outros itens de bônus para isso. jogo oferecido pelo GOG.com. Nem todos esses jogos fazem parte desta oferta, pois exige que o GOG.com trabalhe com os editores de jogos para habilitá-lo. Além disso, o tempo para reivindicar esses jogos será limitado, embora, uma vez que um usuário tenha reivindicado seu jogo no GOG.com, ele permaneça na sua biblioteca indefinidamente.

## Fatia de mercado
Como o GOG.com normalmente não divulga números absolutos de vendas de jogos, as considerações de participação de mercado do GOG.com entre os distribuidores digitais são um desafio. Mas, às vezes, um desenvolvedor de jogos individual libera suas estatísticas internas sobre o desempenho de vendas em diferentes canais de distribuição de jogos para seu jogo específico.
Em um artigo de 11 de novembro de 2011, a PC Gamer relatou estatísticas de vendas on-line de The Witcher 2. De acordo com a PC Gamer: as vendas combinadas do Direct2Drive, Impulse e Gamersgate totalizaram 10.000 (4%), GOG.com vendeu 40.000 cópias (16%), enquanto o Steam vendeu no mesmo período 200.000 cópias (80%).
Em 20 de fevereiro de 2013, o desenvolvedor de Defender's Quest, Lars Doucet, revelou os primeiros três meses de receita após o lançamento do jogo em 6 plataformas de distribuição digital diferentes, incluindo 4 grandes distribuidores de jogos digitais e 2 métodos de compra e download do jogo diretamente do desenvolvedor. Os resultados mostraram que o GOG.com gerou 8,5% da receita - perdendo apenas para os 58,6% do Steam entre as plataformas de distribuição digital usadas. Doucet observou que "para os principais [distribuidores de jogos digitais], a estrela do GOG está claramente subindo. Mesmo sob concorrência direta, o GOG gerou 14,5% da receita que o Steam. [...] O Steam desfruta de um mercado cativo de partidários fervorosos, mas o GOG está rapidamente se tornando uma alternativa atraente e conquistando partidários próprios, especialmente no público anti-DRM".
Desde 9 de junho de  2015, O GOG.com viu 690.000 unidades do jogo da CD Projekt Red, The Witcher 3: Wild Hunt, resgatadas através do serviço, mais do que o segundo maior vendedor digital Steam (aproximadamente 580.000 unidades) e todas as outras distribuições digitais de PC serviços combinados.